# 鉄路に生きる歌
『鉄路に生きる歌』(All About Train Songs) は、ジミー時田とマウンテン・プレイボーイズのアルバム。
本作はトレイン・ソング集である。

## 収録曲
Side 1
1. ロンサム・ホイッスル - Lonesome Whistle
2. サザーン・キャノンボール - Southern Cannonball
3. パン・アメリカン - Pan American
4. ホボ・ビルズ・ラスト・ライド (風来坊ビルの最後) - Hobo Bills Last Ride
5. ミッドナイト・トレイン - Midnight Train
6. レック・オブ・オールド・97 - Wreck of Old 97

Side 2
1. ジョン・ヘンリー - John Henry
2. ナイト・トレイン・トゥ・メンフィス - Night Train to Memphis
3. ゴールデン・ロケット - The Golden Rocket
4. ファイア・ボール・メイル - Fire Ball Mail
5. ストリームラインド・キャノンボール (流線型弾丸列車) - The Streamlined Cannonball
6. 汽車 - Kisha

## パーソネル
ジミー時田とマウンテン・プレイボーイズ
- ジミー時田 (ヴォーカル、ギター)
- 岸澄夫 (ギター、エレクトリック・ギター)
- 東角俊夫 (ドラムス)
- 谷岡とし夫 (フィドル)
- 松平直久 (ドブロ、スティール・ギター)
- 岩倉忠雄 (ベース)